# Face a Face (álbum de Matheus & Kauan)
Face a Face é o segundo álbum ao vivo da dupla Matheus & Kauan, lançado em 14 de agosto de 2015 pela gravadora Universal Music. O show de gravação do projeto ocorreu no dia 22 de novembro de 2014 no Villa Mix Brasília em Brasília, o projeto possui produção musical de Eduardo Pepato e direção de vídeo de Anselmo Troncoso.

## Lista de faixas
| N.º | Título                            | Duração |  |
| 1.  | "Abertura / Face a Face"          | 3:30    |  |
| 2.  | "Casou Certinho"                  | 2:32    |  |
| 3.  | "Ser Humano ou Anjo"              | 2:51    |  |
| 4.  | "Te Amo à Beça"                   | 3:05    |  |
| 5.  | "Voltar pra Que?"                 | 2:54    |  |
| 6.  | "A Rosa e o Beija Flor"           | 2:48    |  |
| 7.  | "Que Sorte a Nossa"               | 3:08    |  |
| 8.  | "Me Amar Amanhã"                  | 2:26    |  |
| 9.  | "Sofro Tudo de Novo"              | 2:12    |  |
| 10. | "Abelha Sem Mel"                  | 3:12    |  |
| 11. | "Amando Sem Parar"                | 3:19    |  |
| 12. | "Meu Oxigênio"                    | 2:54    |  |
| 13. | "Tô Melhor Solteiro"              | 2:23    |  |
| 14. | "Amor Sem Medida (Te Voy a Amar)" | 3:00    |  |
| 15. | "Vamos Fugir de Casa"             | 2:51    |  |
| 16. | "Meu Melhor Erro"                 | 2:32    |  |
| 17. | "Amor Só Existe Um"               | 3:22    |  |
| 18. | "Sou Ciumento Mesmo"              | 4:59    |  |

| DVD |                                   |         |  |
| N.º | Título                            | Duração |  |
| 1.  | "Abertura / Face a Face"          |         |  |
| 2.  | "Casou Certinho"                  |         |  |
| 3.  | "Ser Humano ou Anjo"              |         |  |
| 4.  | "Te Amo à Beça"                   |         |  |
| 5.  | "Voltar pra Que?"                 |         |  |
| 6.  | "A Rosa e o Beija Flor"           |         |  |
| 7.  | "Que Sorte a Nossa"               |         |  |
| 8.  | "Mundo Paralelo"                  |         |  |
| 9.  | "Me Amar Amanhã"                  |         |  |
| 10. | "Sofro Tudo de Novo"              |         |  |
| 11. | "Segunda Opção"                   |         |  |
| 12. | "Abelha Sem Mel"                  |         |  |
| 13. | "Amando Sem Parar"                |         |  |
| 14. | "Meu Oxigênio"                    |         |  |
| 15. | "Tô Melhor Solteiro"              |         |  |
| 16. | "Amor Sem Medida (Te Voy a Amar)" |         |  |
| 17. | "Vamos Fugir de Casa"             |         |  |
| 18. | "Meu Melhor Erro"                 |         |  |
| 19. | "Amor Só Existe Um"               |         |  |
| 20. | "O Amor Não Tira Férias"          |         |  |
| 21. | "É Hoje"                          |         |  |
| 22. | "Se Têm Paixão"                   |         |  |
| 23. | "Goodbye Tchau"                   |         |  |
| 24. | "Sou Ciumento Mesmo"              |         |  |
| 25. | "Making Of" (Extra)               |         |  |